# Höflichkeitstitel (Vereinigtes Königreich)
Ein Höflichkeitstitel (englisch Courtesy Title) ist im Adelsrecht des Vereinigten Königreiches die historisch weit verbreitete und auch in amtlichen Dokumenten vorkommende Verwendung eines Adelstitels als Anrede für eine Person, die nicht Inhaber des Titels ist.

## Höflichkeitstitel im Adel
Diese Praxis kommt für Kinder, ehemalige Ehefrauen und andere enge Verwandte eines Peers in Betracht, ebenso für einige Amtsinhaber wie Richter sowie für Mitglieder der schottischen Gentry. Die Bezeichnung Courtesy (Höflichkeit) umfasst dabei mehr, als die deutsche Übersetzung andeutet.

### Höflichkeitstitel bei Abkömmlingen
Höflichkeitstitel entstanden, weil ein vererblicher Adelstitel der britischen Peerages (Peerage of England, Scotland, Ireland, Great Britain und the United Kingdom) nur einer einzigen Person – nämlich dem aktuellen Titelträger – zusteht; der Titel erstreckt sich also nicht auf die gesamte Familie, sondern wird nur vom Titelträger allein gehalten. Erst mit dessen Tod geht der Titel auf einen einzigen Erben, in der Regel auf den ältesten männlichen Abkömmling, über. Bis dahin verwendet der Abkömmling grundsätzlich seinen bürgerlichen Namen, den jeder Titelinhaber im Vereinigten Königreich zusätzlich zu seinem Adelstitel als Namen führt. In der Regel besitzen Peers aber neben ihrem Haupttitel noch einen oder mehrere weitere rangniedrigere Titel (sogenannte subsidiary titles); diese werden dann bereits zu Lebzeiten des Trägers für dessen Erben verwendet.

#### Höflichkeitstitel des ältesten Sohnes
Wenn ein Peer vom Rang eines Earl, Marquess oder Duke noch weitere nachgeordnete Titel führt, darf davon sein unmittelbarer Titelerbe (Heir Apparent), gewöhnlich sein ältester Sohn, einen in der protokollarischen Rangfolge (Präzedenz) niedriger stehenden Titel als Höflichkeitstitel benutzen.
Häufig werden bei Schaffung eines neuen Titels genau zu diesem Zwecke zusammen mit dem höherrangigen Titel weitere nachgeordnete Titel verliehen. Wenn dieser älteste Sohn wiederum einen ältesten Sohn hat und noch weitere nachgeordnete Titel vorhanden sind, kann auch dieser einen jener Titel führen.
Zum Beispiel ist der Duke of Norfolk gleichzeitig unter anderem auch Earl of Arundel und Baron Maltravers. Sein ältester Sohn wird daher als Earl of Arundel und dessen ältester Sohn als Baron Maltravers angesprochen. Dennoch ist nur der Großvater ein Peer. Die anderen beiden bleiben Bürgerliche, bis sie selbst einen substantiellen Adelstitel erwerben. Diese Höflichkeitstitel (courtesy titles) werden immer nur vom jeweiligen Heir Apparent benutzt, Geschwister des Heirs Apparent und Heirs Presumptive führen keinen Höflichkeitstitel.
Die Träger substantieller Adelstitel unterscheiden sich von denen, die lediglich einen Höflichkeitstitel führen, durch den Zusatz des Artikels The oder einer Ordnungszahl. Es heißt im obigen Beispiel zwar The Duke of Norfolk bzw. 18. Duke of Norfolk, aber nur Earl of Arundel.
Welcher Titel nun genau benutzt wird, ist eine Frage der Familientradition. Er wird so gewählt, dass Verwechslungen mit anderen Titelträgern ausgeschlossen sind. Zum Beispiel ist der Duke of Wellington auch Marquess of Wellington und Marquess Douro. Der älteste Sohn des Dukes wird aber nicht Marquess of Wellington, weil dann beide im „alltäglichen Sprachgebrauch“ (in dem der Rang durch „Lord“ ersetzt wird) Lord Wellington wären und verwechselt werden könnten, sondern stattdessen zum Marquess of Douro. Söhnen von Viscounts, Barons und Lords of Parliament fehlt das Privileg, derartige Höflichkeitstitel zu führen.
Diese Regelung gilt auch bei den weiblichen Inhabern mehrerer substantieller Adelstitel (peeress in her own right) für deren Heir Apparent.

#### Höflichkeitstitel sonstiger Abkömmlinge
Ein ähnlicher Namenszusatz, in Form eines Höflichkeitsprädikates, steht allen Söhnen und Töchtern eines Peers oder einer Peeress zu. Dieser Zusatz unterscheidet sich je nach Rang des Titelinhabers. Der Anspruch auf das Prädikat bleibt auch beim Tod des Vaters erhalten, kann aber nicht an Nachkommen des Prädikatsinhabers vererbt werden. Soweit der älteste Sohn eines Peers als Heir Apparent einen oben genannten Höflichkeitstitel führt, tritt das Höflichkeitsprädikat hinter diesem zurück.
Die Söhne von Earls, sowie Söhne und Töchter von Viscounts, Barons und Lords of Parliament führen das Höflichkeitsprädikat The Honourable (deutsch „der Ehrenwerte“), gewöhnlich abgekürzt zu „Hon.“, vor ihrem Vor- und Zunamen. Dieses Prädikat wird nur bei der Bezeichnung in dritter Person verwendet, nicht als gesprochene Anrede. Dieses Höflichkeitsprädikat ist nicht mit dem Prädikat The Right Honourable zu verwechseln.
Söhne von Dukes und Marquesses verwenden das Höflichkeitsprädikat Lord vor ihrem Vor- und Nachnamen. Die Ehegattin des Prädikatsinhabers darf die weibliche Form des Prädikats, nämlich „Lady“, gefolgt von Vor- und Nachname ihres Gatten verwenden. Bei der persönlichen Anrede kann jeweils der Nachname, aber nie der Vorname weggelassen werden.
Gleichermaßen steht Töchtern von Dukes, Marquesses und Earls das Höflichkeitsprädikat Lady vor ihrem Vor- und Nachnamen zu. Wenn die Tochter eines Peers einen Bürgerlichen heiratet, bleibt ihr das Höflichkeitsprädikat, wobei der bürgerliche Nachname durch den Nachnamen des Ehemannes ersetzt wird.

#### Adoption
Bis 2004 führten Adoptivkinder keine Höflichkeitstitel. Mit einer Royal Warrant vom 30. April 2004 haben diese nun einen Anspruch auf die gleiche Anrede und Höflichkeitstitel wie ihre Geschwister. Im Gegensatz zu leiblichen Kinder können sie aber den Peer-Titel nicht erben. Daher führen sie auch immer das Höflichkeitsprädikat eines jüngeren Kindes eines Peers. So führt die Schauspielerin Nimmy March, die Tochter des Duke of Richmond, seither die Anrede Lady Naomi Gordon-Lennox.

### Titel bei Ehepartnern eines Adeligen
Die Ehefrau des Inhabers eines substantiellen Adelstitels führt, sofern sie keinen eigenen höherrangigen Titel innehat, die weibliche Form des Titels ihres Ehemannes. So wird also die Gattin eines Barons als Baroness bezeichnet, die Gattin eines Earls als Countess und die Gattin eines Dukes als Duchess usw. Obwohl sie traditionell als Peeress bezeichnet wird, wird sie dadurch nicht zur Inhaberin eines substantiellen Adelstitels. Dennoch wird ihr Titel als gesetzlicher Titel betrachtet, anders als die gesellschaftlichen Titel zum Beispiel der Kinder eines Peers. Ist die Frau adliger Abstammung, wird sie mit ihrem eigenen Vornamen angesprochen (zum Beispiel Lady Elizabeth). Ist sie bürgerlicher Abstammung, nennt man den Vornamen des Mannes (zum Beispiel Lady Peter).
Der Ehemann der Inhaberin eines substantiellen Adelstitels (peeress in her own right) erwirbt hingegen keinen Titel durch seine Heirat.

### Übersicht
| Peer     | Ehefrau     | ältester Sohn                       | jüngere Söhne                       | unverheiratete Töchter              |
| -------- | ----------- | ----------------------------------- | ----------------------------------- | ----------------------------------- |
| Duke     | Duchess     | nachgeordneter Titel des Vaters     | Lord [Vorname] [Nachname]           | Lady [Vorname] [Nachname]           |
| Marquess | Marchioness | nachgeordneter Titel des Vaters     | Lord [Vorname] [Nachname]           | Lady [Vorname] [Nachname]           |
| Earl     | Countess    | nachgeordneter Titel des Vaters     | The Honourable [Vorname] [Nachname] | Lady [Vorname] [Nachname]           |
| Viscount | Viscountess | The Honourable [Vorname] [Nachname] | The Honourable [Vorname] [Nachname] | The Honourable [Vorname] [Nachname] |
| Baron    | Baroness    | The Honourable [Vorname] [Nachname] | The Honourable [Vorname] [Nachname] | The Honourable [Vorname] [Nachname] |

## Höflichkeitstitel für Höchstrichter

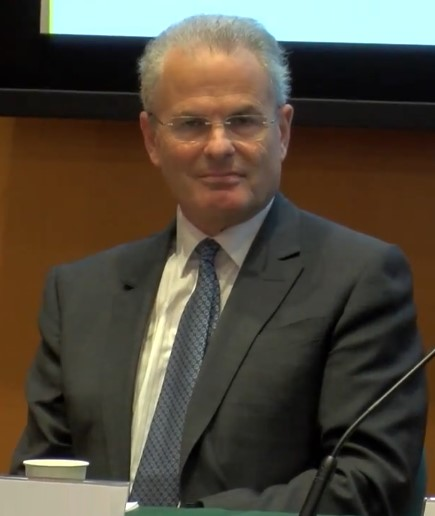
John Dyson, der als erste Person den Höflichkeitstitel Lord als Richter des Obersten Gerichtshofs erhielt

In Schottland verwenden Senatoren des College of Justice (die Richter des Court of Session und des High Court of Justiciary sowie der Vorsitzende des Scottish Land Court) den Titel Lord oder Lady zusammen mit einem Nachnamen oder einer territorialen Bezeichnung. Falls ein Senator des College of Justice einen Adelstitel der britischen Peerages (Peerage of England, Scotland, Ireland, Great Britain und the United Kingdom) besitzt, wird dieser anstelle des Höflichkeitstitels für Höchstrichter verwendet.
Nach der Schaffung des Obersten Gerichtshofs des Vereinigten Königreichs am 1. Oktober 2009 hatten die ersten dafür ernannten Richter noch Life Peerages als Lords of Appeal in Ordinary inne. Durch Royal Warrant vom 10. Dezember 2010 wird allen Richtern des Obersten Gerichtshofs, die nicht bereits Peers sind, auf Lebenszeit der Titel Lord oder Lady zusammen mit einem Nachnamen oder einem territorialen Namen gewährt. Dies wurde beschlossen, um jede Unterscheidung zwischen den schottischen Senatoren des College of Justice (siehe Abschnitt oben) zu vermeiden.